# Tenuipalpus arbuti
Tenuipalpus arbuti är en spindeldjursart som beskrevs av P. Mitrofanov och Sharonov 1983. Tenuipalpus arbuti ingår i släktet Tenuipalpus och familjen Tenuipalpidae. Inga underarter finns listade i Catalogue of Life.